# Esterházy
Esterházy av Galántha (ungerskt uttal: [ˈɛstɛrhaːzi]) är en ungersk adelsätt, uradel, som stammar ur klanen Salamon.

## Historia

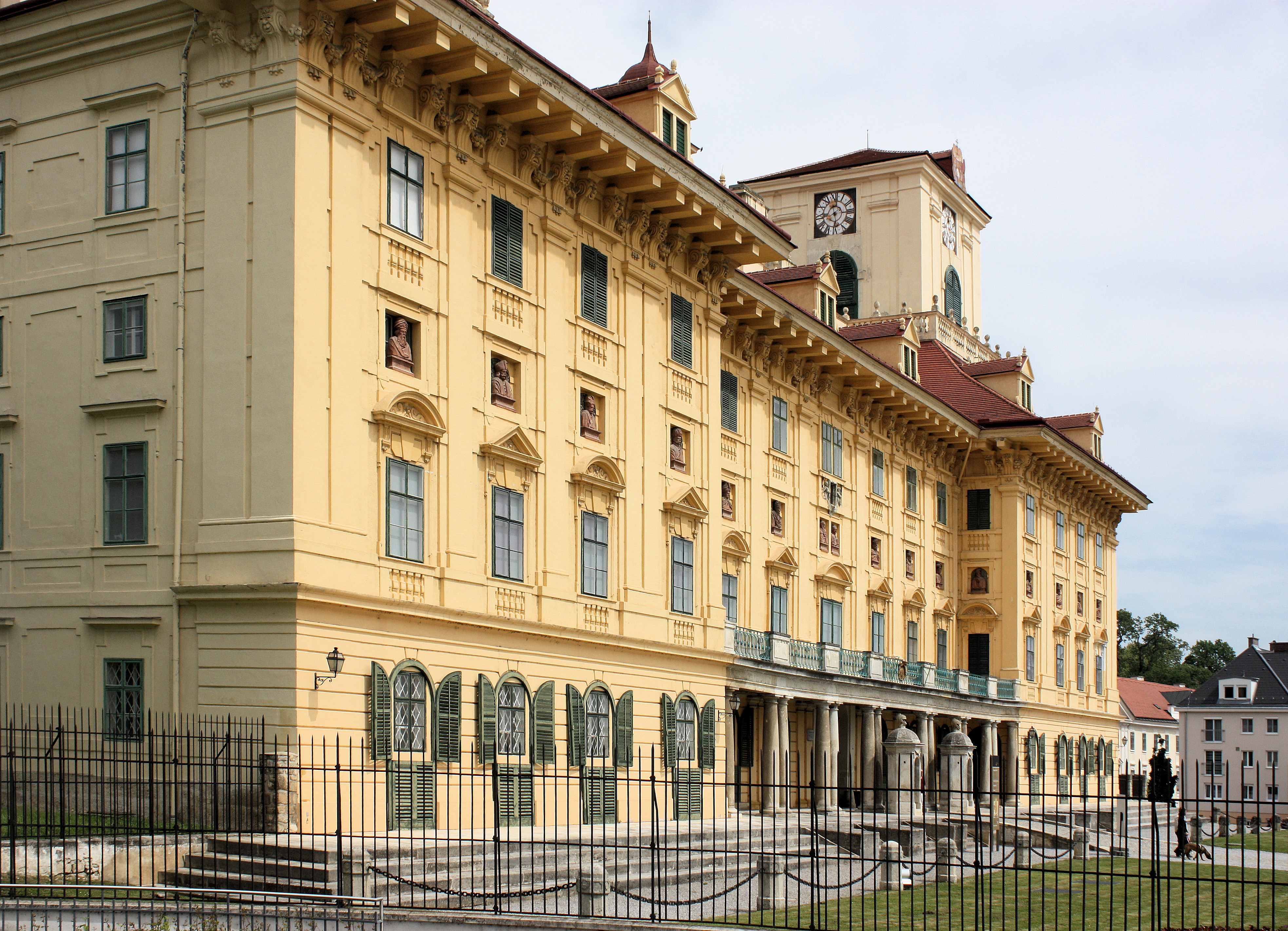
Slottet Esterházy i Eisenstadt.

Släkten kan följas tillbaka till 1238, då den uppdelades i huvudlinjerna Zerházy och Illésházy, den sistnämnda utslocknad på manssidan 1838. 1584 upptogs namnformen Esterházy i samband med att en medlem av grenen Zerházy tilldelades friherrevärdighet med tillnamnet de Galántha efter ett herresäte med samma namn.
Denna ätt utgrenades samtidigt i linjerna Esesznek, Zólyom/Altsohl och Fraknó/Forchtenstein. Olika grenar erhöll 1626-1804 grevlig värdighet, och Antol Esterházy-Fraknó erhöll 1687 riksfurstlig värdighet.
Esterházytårtan är en mandelmaräng- och smörkrämstårta som namngivits efter Paul III Anton Esterházy de Galantha och blev populär i Österrike-Ungern under 1800-talet.

## Kända medlemmar
- Nikolaus Esterházy de Galántha (1582-1645)
- Antol Esterházy-Fraknó (1676-1722)
- Paul I Esterházy de Galantha eller Pal IV av Esterházy[2] (1635-1713)
- Nikolaus I Joseph Esterházy de Galantha (1714-1790)
- Nikolaus II Esterházy de Galantha (1765-1833)
- Paul III Anton Esterházy de Galantha (1786-1866)
- Móric Esterházy (1807–1890)
- Móric Esterházy (1881–1960)
- Agnes Esterhazy (1898–1956), tysk skådespelerska
- Péter Esterházy (1950–2016), ungersk författare

## Byggnader
- Slottet Esterházy i Eisenstadt i Österrike
- Eszterházypalatset i Fertőd i Ungern
- Palais Esterházy på Wallnerstrasse i Wien i Österrike
- Palais Esterházy Kärntnerstrasse i Wien i Österrike
- Slottet Deutschkreutz i Burgenland, Österrike

### Källnoter
1. ↑  Emberling, Amy (2017). Zingerman's Bakehouse. ISBN 978-1-4521-5658-3. OCLC 968151442. https://books.google.se/books?id=VWcqDwAAQBAJ&pg=PA243&lpg=PA243&dq=esterhazy+cake+named+from+Paul+III+Anton&source=bl&ots=HaP_HatvRM&sig=ACfU3U04sfqUgt7AHLPu0tPmbf6GBRWkCA&hl=en&sa=X&ved=2ahUKEwih3Pj8m5jzAhXMiIsKHWSyCZAQ6AF6BAgUEAM#v=onepage&q&f=false. Läst 24 september 2021
2. ↑  Esterházy i Nordisk familjebok (andra upplagan, 1907)